# 6079 Gerokurat
A 6079 Gerokurat (ideiglenes jelöléssel 1981 DG3) egy kisbolygó a Naprendszerben. Schelte J. Bus fedezte fel 1981. február 28-án.